# Nele Jonca
Nele Jonca (* 1982) ist eine deutsche Schauspielerin.

## Karriere
Joncas Eltern sind die Schauspieler Heike Jonca und Peter Zimmermann.
Erste Gehversuche in der Schauspielerei unternahm Jonca in drei Kurzfilm-Projekten des Regisseurs Michael Geier: echt gelohnt (1998), Die Helden von Gropi (1999) und Auf Angriff (2000). 2002 war sie im Film Ich bring dich hinter Gitter erstmals im Fernsehen zu sehen. In der Serie Verschollen spielte sie 2004 und 2005 die Hauptfigur Svenja Hölscher. Außerdem hatte Jonca Gastauftritte in den Serien Abschnitt 40 und SOKO Wismar.

## Filmografie
- 2002: Ich bring dich hinter Gitter
- 2003: Abschnitt 40
- 2003: Northern Star
- 2003: Auf Angriff
- 2004–2005: Verschollen
- 2006: Rabenbrüder
- 2007: SOKO Wismar
- 2008: Zoey